# Pius I.
Pius I. (* in Aquileia (?); † 155 (?) in Rom) war Bischof von Rom (140/142 (?)–155 (?)).

## Überlieferung und Bedeutung
Im Kanon Muratori wird Hermas, der Autor des Werkes Der Hirte des Hermas, als Bruder des „Pius, Bischof von Rom“ bezeichnet. Da Hermas Sklave war, wird angenommen, dass auch Pius Sklave gewesen sei. Sein Name ist lateinisch und bedeutet „der Fromme“. Den legendarischen Schilderungen des spätantiken Liber Pontificalis zufolge soll er in Aquileia als Sohn eines Rufinus geboren worden sein. Er habe Santa Pudenziana erbaut, die nach der Überlieferung älteste Kirche Roms. Später wurde er als Märtyrer bezeichnet, doch gibt es auch hierfür keine historischen Belege.
Viele Historiker sehen in ihm den ersten eigentlichen Bischof der römischen Christengemeinde, da der Monepiskopat in Rom erst sehr spät umgesetzt und die römischen Gemeinden zuvor wohl kollegial von Presbytern oder anderen Geistlichen geleitet wurden, also noch nicht ein einzelner Bischof an der Spitze stand.
Pius setzte sich vor allem mit den frühen Gnostikern auseinander, vor allem mit Valentinus, Cerdon und Marcion, den er als Häretiker exkommunizierte. Er soll die Bestimmung erlassen haben, dass Ostern stets an einem Sonntag zu feiern sei. Die wenigen Briefe unter seinem Namen erwiesen sich als Fälschungen. Sein Festtag als Heiliger ist der 11. Juli.